# Tomáš Plevko
Tomáš Plevko (ur. 21 czerwca 1991) – czeski pływak, specjalizujący się w stylu motylkowym i dowolnym.
Brązowy medalista mistrzostw Europy na krótkim basenie z Chartres (2012) w sztafecie 4 x 50 m stylem zmiennym oraz z Herning (2013) w mieszanej sztafecie 4 x 50 m stylem zmiennym.